# Liste der Universitäten in Marokko
Dies ist eine Liste der Universitäten in Marokko. Das Land hat insgesamt 18 staatlich anerkannte Universitäten und zahlreiche private Universitäten.

## Staatliche Universitäten
- Al Akhawayn-Universität, Ifrane
- Al Karaouine-Universität, Fès (französisch: Université Al Quaraouiyine)
- Mohammed-V.-Universität, Rabat
- Internationale Universität Rabat, Rabat-Salé
- Hassan II Ain Chok-Universität, Casablanca
- Hassan II Mohammedia-Universität, Mohammedia
- Sidi Mohammed Benabdellah-Universität, Fès
- Universität Mohammed I., Oujda
- Moulay Ismail-Universität, Meknès
- Cadi-Ayyad-Universität, Marrakesch
- Ibnou Zohr-Universität, Agadir
- Chouaib Doukkali-Universität, El Jadida
- Hassan Premier-Universität, Settat
- Ibn Tofail-Universität, Kenitra
- Abdelmalek Essaâdi-Universität, Tétouan
- Soultan Moulay Sliman-Universität, Beni-Mellal

## Private Universitäten
- Université Internationale de Casablanca, Casablanca